# 社会階級

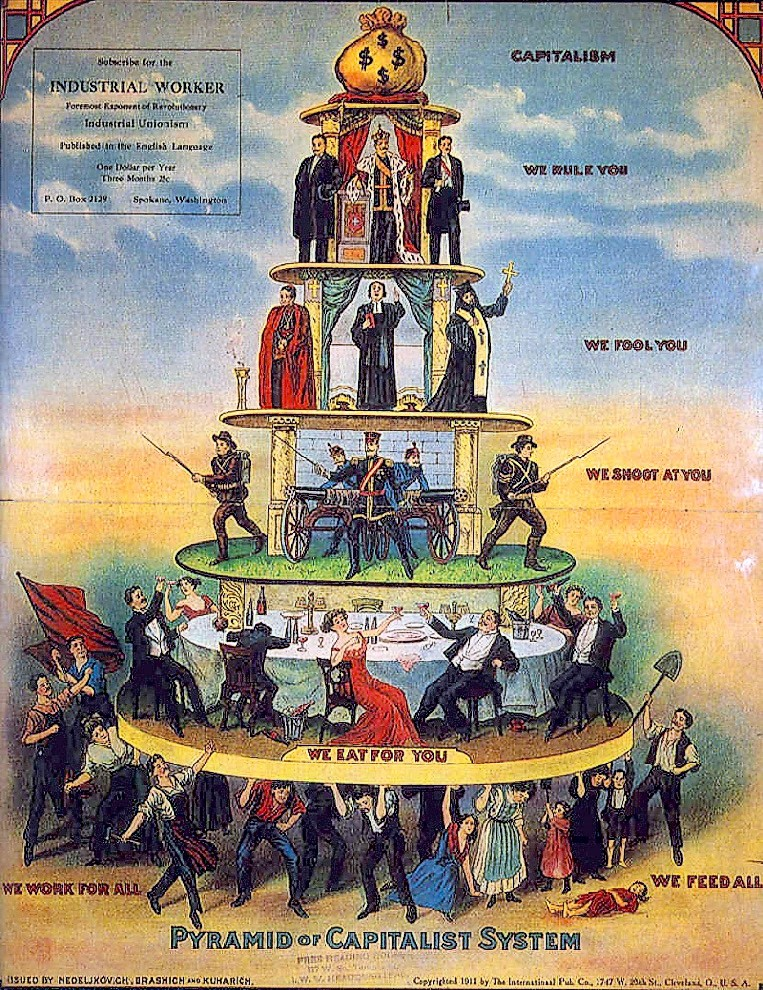
社会階級の風刺画

社会階級（しゃかいかいきゅう、英: Social class）、階級社会 (class society) あるいは単に階級 (class) とは、社会科学や政治哲学における社会的成層 (social stratification) モデルに基づく概念であり、
社会構成員が集団ごとに互いにピラミッド型の上下関係（ヒエラルキー）による概念に分類されたときの各社会集団のことをさす。最も普及している階級分けは、上流階級 (upper class)、中流階級 (middle class)、下流階級 (lower class) の分類である。
類似概念に社会階層（しゃかいかいそう、英: Social stratification）がある。

## 語源
Class（クラス）という語句はラテン語の classis に由来し、国勢調査において兵役義務決定のため市民を資産でカテゴリ分けする際に用いられた。

## 概況

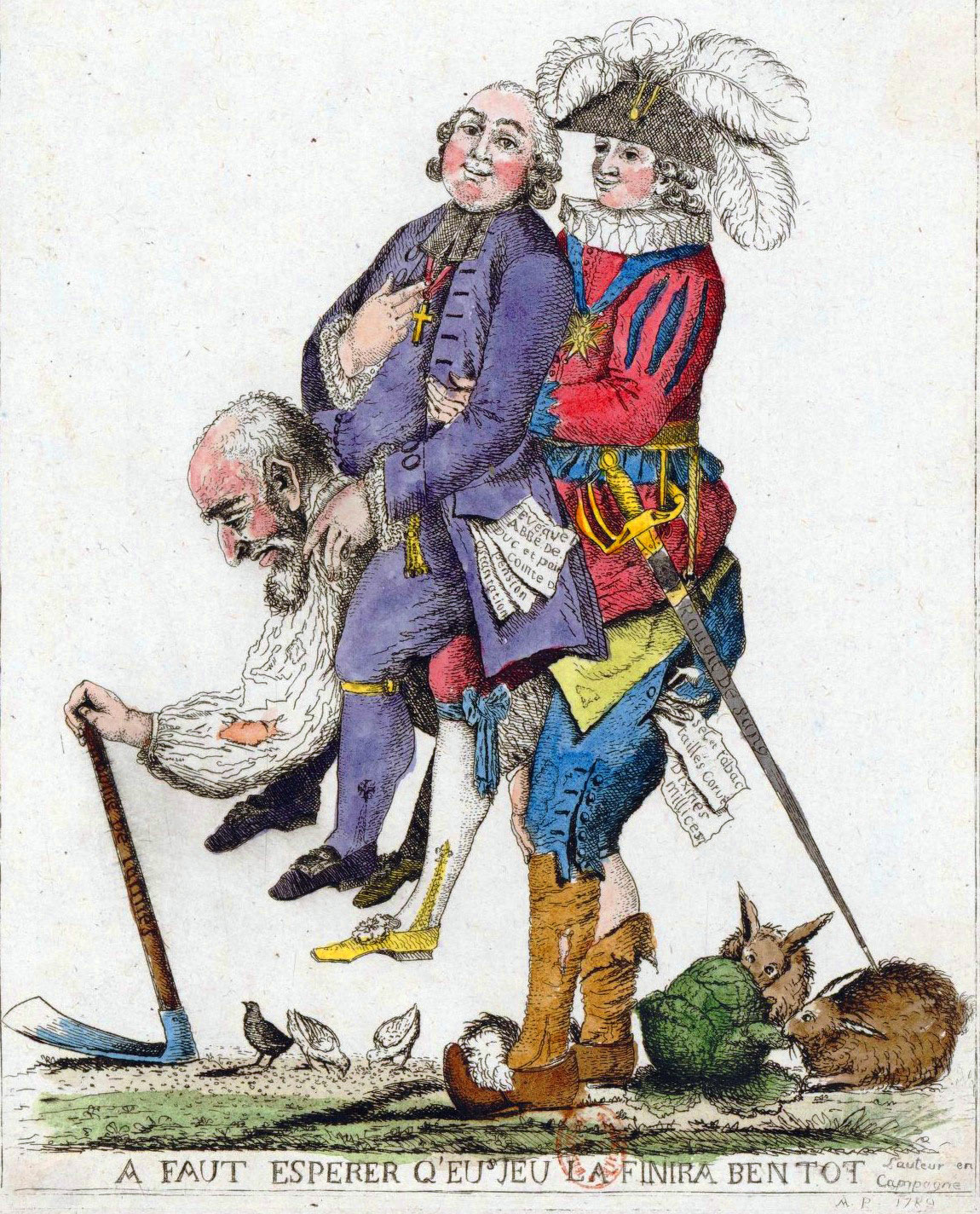
アンシャンレジームを風刺した画
（第三身分者が聖職者と貴族を背負う）

世界中のほとんどの社会では、社会の発展に伴う貧富の差や権力の分化により、歴史的に何らかの階級（階層）制度が存在してきた。戦前までの日本においても、法律によって認められた階級（階層）制度があったし、現在も社会的な慣習や、経済的な格差などに起因する階層意識は存在する。
社会的な階級のほとんどは、人の出自した人種や門地、所属する宗教や信奉する思想など、様々な指標に基づいて振り分けられるもので、他者に認められることによって成立する。歴史的にみれば、階級は、生まれや家柄によって固定され、一生涯の間には大きく変動することが少ないものが多かったが、現代の社会では一代の社会に対する貢献や、比較的自由に行われるようになった階級をまたぐ婚姻、改宗などによって変動しうるものである。
また、近代以降、資産による階級格差は世界的な資本主義経済の発展の中で拡大を続けてきたが、経済の発展は同時に、貴族のような歴史的な階級であっても資産の裏付けがなくしては優位の階級としての地位を保てず、新たに企業家や、高級官僚のような新興階級に交代してきた。近代の社会では、経済界や官界において高位を得るには出自のみならず高い教育を受けることが望まれるようになり、世襲の財産や地位それ自体よりも、高い教育を施す資力を持つという意味において、資産階級の実質的世襲が実現しているとの指摘もある（階層再生産論）。

## 社会階級による区別と差別
階級による区別・差別は、主に次のとおり分けられる。これらは、法律により定められている場合と、社会に受け入れられた慣習として行われているものに分けることができる。
1. 社会的な名望（名士としての扱い）
2. 社会の中で受ける待遇（権利、権限や、各種の待遇の差）
3. 社会に対する威信、信用（投資、結婚、就職などの局面における優遇または差別的扱い）

職業上得られ、職階に基づいて受ける階級的な扱いは、本来は職業、職務に基づき、職業、職務の範囲の中でしか認められないものであるが、実際には(1)のような名望を伴い、さらには(3)のような威信さえも伴う階層上の特典となることもある。
世界的に見て、(2)による区別・差別は職階に起因する待遇・権限上の格差を除いて撤廃される傾向があるが、(1)については名誉に伴うものとして歓迎されることが多く、また(3)は根強く残る傾向にある。もっとも(1)については、従来は世襲によって継承されるものであったが、現在は世襲されないことがかえって好ましいと考えられることもある。

## マルクス主義の社会階級論
マルクス主義の社会階級論では、生産手段の私有が社会の基礎となっている階級社会において、階級と階級とのあいだで発生する社会的格差を克服するためにおこなわれる階級闘争が重視される。この闘争により革命が起きて、無階級社会が訪れると述べた。階級闘争の対義語として階級協調が挙げられる。
また、マルクスは、労働価値説にもとづいて、資本家階級（有産階級、ブルジョワジー)が労働者階級(無産階級、プロレタリアート)を搾取することで利潤を得ているとする剰余価値説を唱えた。

### 評価
マルクス主義の社会階級論については、ガエターノ・モスカ、ヴィルフレド・パレート、マックス・ヴェーバー、アンソニー・ギデンズなどの政治学・社会学者から批判的に検討されてきた。各論説の詳細については「マルクス主義批判」を参照。
マルクス経済学に対しては、アルフレッド・マーシャル、オイゲン・フォン・ベーム＝バヴェルク、ヨーゼフ・シュンペーター、ジョン・メイナード・ケインズ、フリードリヒ・ハイエク、ジョーン・ロビンソン、マレー・ロスバード、ジョン・ケネス・ガルブレイス、宇沢弘文、根岸隆らによる批判的評価がなされている。各論説の詳細については「マルクス経済学への批判」を参照。

## 各国の社会階級

### イギリス
イギリスは歴史的に階級社会であるとされる。
地主・貴族を中心とする上流階級、実業家・専門職などの中流階級、そしていわゆる労働者階級に大別されるが、個々の階級内においても上層・下層の区別が存在すると言われる。
王室と世襲貴族を頂点に、爵位に基づく称号と栄典上の階級が大規模に存続しているのもイギリスの大きな特徴である。歴史的には上流階級の代表者であった世襲貴族は、特権が撤廃されつつあるが、社会の様々な分野で活躍・貢献した者は一代貴族や勲爵士として叙せられ、社会的な名誉を与えられる。勲爵士の称号は国外では単なるイギリス王室から与えられた勲章に過ぎないが、イギリス国内では「Sir」の称号など、ある程度の特権を受ける事ができる。
一方で、イギリスにおける階級は、世襲大貴族の階級的権威が彼らがもつ広大な荘園などの世襲財産とそれに基づいた生活習慣にあったように、文化、職業、生活スタイル、そして本人と周囲による認識によって規定されるものである。従って、叙勲を受けたからといって上流階級の一員とみなされないのが普通である。さらに現在では階級は必ずしも経済力を反映してはいない現状があり、特に下層上流と上層中流、下層中流と上層労働者において、しばしば経済状態の逆転が見られる。

### ドイツ
ドイツは、マイスター制に示されるように、職業により階層と職階が分けられている。
かつて、それらの階層間での差別は少なく、かえって他の階層を尊敬する風潮もみられていた。これらの階層は、学校もカリキュラムも別々であったが、教育の共通化が計られるようになると、日本のような学校の序列が出来上がり、これが職業階層の差別と繋がるような風潮も出て来てはいる。
なお、階層の直接世襲は無いものの、移動は少なくかなり固定されている。また、旧東西ドイツが統一した後、その経済力の差により旧東西ドイツ国民の間での新たな階層が生まれることとなった。更には、単純作業者として国外の労働者を招き入れた結果、これが新たな階層と化している。

### インド
インドでは、法律上すでに階級は存在しないが、四大文明当時からの、一般にカースト制として知られる独自の身分制度が存在している。
カーストはバラモン・クシャトリア・ヴァイシャ・シュードラの四身分に大別されるといわれるが、実際には、各身分内においても世襲職業などに応じて無数の区分が行われている。さらに、四身分に含まれる事すら許されない不可触民（アンタッチャブル）が存在している。これらの身分制度は宗教・生活と不可分に結びついており、インド全体の近代化において大きな妨げと指摘されるところであるが、インド人の間に現在も強く根付いているが、問題視しない人も多いとされる。
コチェリル・ラーマン・ナラヤナンは、不可触民出身として初めてインドの大統領に選ばれた。

### タイ
タイは、爵位制度が存在する社会である。ラーチャウォン（王族）と呼ばれる人々がこの爵位制度によって階級分けされており、全部で5つ存在する。ラーチャウォンと呼ばれる人々には階級に応じて年金などの特権が存在する一方で、階級によっては政治関与などに制約がかかっている場合もある（詳しくはラーチャウォンを参照）。
一方、アユタヤ王朝時代に作られたクンナーンと呼ばれる官僚にはバンダーサックと呼ばれる階級が存在した。バンダーサックは元々貸し与えられる耕作面積に応じて階級分けがなされたが、チャクリー王朝期には徐々に名誉的な階級に変化し、その人がどれだけ有力かと言うことを示す階級となった。これは、立憲革命時に新たなバンダーサックの下賜は廃止されたが、国王に剥奪されない限り名乗ることができたため、20世紀中期まで、バンダーサックを有する官僚らが活躍した。仮にバンダーサックを立憲革命以前に下賜された人が居たとして現に生存している場合、そのバンダーサックは公式にも使われるため、見方によっては現存の階級制度と見なすこともできる。
また警察や軍隊も階級（大将、軍曹など）を保持しており、公式な場では必ずこの階級が利用される。これを保持している場合、平民の敬称であるナーイ、ナーンなどは使われない。これは一度保有すると昇級や剥奪されない限りそのまま使い続けることができ、退職してもそのまま使い続ける事ができる。たとえば過去のタイの総理大臣であるプレーク・ピブーンソンクラームは元帥から退いた後も元帥の階級を保持しており、現在でも元帥という階級と共に呼ばれる。

### アメリカ合衆国

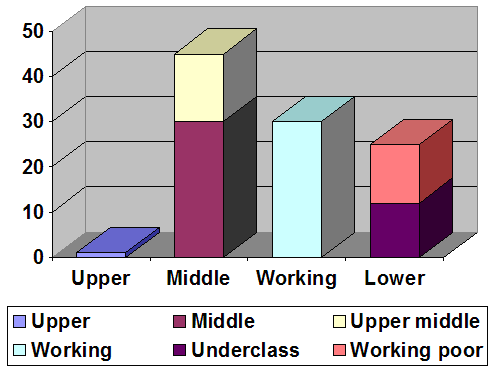
社会学者Dennis Gilbertによる、米国の社会経済学的ステータス。左から順に、上流階級・上位中産階級・中流階級・労働者階級・ワーキングプア・アンダークラス

アメリカ南部州では、かつては人種差別が立法されていた。60年代の公民権運動以来、差別法は廃止となっていった。一方、資産による区別は激しくなる傾向にあり、資産階級は犯罪時の対応や住宅街へ通じる道路の補修といった形での様々な恩恵を受けることもある。
実情では、資産階級になる早道として高報酬の職業、高いポストの職階に就くためには、実績、高い学歴や試験資格を得る必要がある。その教育に金をかけるという意味で貧民層（マイノリティーに多い）はその職業に就くことは困難である。またマイノリティーは、たとえ実績や学歴を積んでも、ある職階で出世が閉ざされる（ガラスの天井）ことが多い。一方で、ベンチャー企業の立ち上げによる資産形成や、セレブリティとして名士になる方法もあるが、一部のマイノリティーのベンチャー企業への投資には、見えない形で制限がかけられている場合が多い。また名士になれる可能性は、実力も飛び抜けて必要であり、また他の資産階級になる方法と比べ、確率が非常に小さいことにより、新たな形のマイノリティー差別との指摘もある。

### オーストラリア
オーストラリアは、アメリカと同様に、かつては白豪主義と呼ばれる人種差別が行われていたが、この制度は撤廃された。また、近年アジアとの経済的結びつきが大切であることが認識され、人種による階層差別は姿を消しつつある。しかしながら、先住民族であるアボリジニの問題も残されている。

### イタリア
今日のイタリア社会の階級ヒエラルキーは以下のようになっている。
1. ブルジョワジー(労働人口の10%)[4] - 上流階級の起業家・管理職・政治家・自営業など
2. ホワイトカラー中流階級(17%) [4] - 肉体労働ではない中流階級労働者など
3. 都市プチブルジョア(14%) [4] - 商店主・スモールビジネス起業家・自営業など
4. 農村プチブルジョア(10%) [4] - 田舎で農林業に従事する、小規模起業家・不動産オーナー
5. 都市労働者階級(37%) [4] - 都市で肉体労働に従事する人々
6. 農村労働者階級(9%) [4] - 農業・林業・漁業などの第一次産業に従事する人々

## 日本
現在、日本では、憲法第14条が法の下の平等を規定しており、皇族（一部除く）を例外として、国民の間には世襲的な特権階級は存在しないとされている。しかしながら、いくつかの要素が組み合わさることにより社会的に序列づけることはおこなわれている。

### 職階など
なお、いわゆる階級とはことなるが、各種の職位・職階が組織内部はもちろん、一般社会にあっても一定の権威を持つことがある。たとえば、首長や議員などの政治家、裁判官や事務次官・官僚や学校長や税務署長などの公職者、武道・華道や囲碁・将棋などの技能称号、神社内で高位の職階にある神職、芸能・スポーツ・叙勲などの各種の賞の受賞者、医師や弁護士や公認会計士などの最難関国家試験合格者、および人間国宝などの公的な認定制度を受けた者、さらには著名な研究者，大企業の社長，極一握りの世界的企業（例：GAFA，マッキンゼー）の社員が広く社会の尊敬の対象とされる傾向があり、これが一種の階級として慣例的に通用する場合がある。ただし、これは名士やエリートとしての扱いであり、席順、挨拶の順番、敬称や組織内部での発言力の序列程度で普遍的な区別・差別とは繋がらなく、直接的な世襲は行われない。しかし、家元や大学といった閉鎖された組織内においては、称号（または職名）が絶対的となる場合もあり、一部の人間は外部に対しても権威を振りかざす場合も存在する（これは本人の人格によるものであるが、制度・組織の脆弱性とも言える）。
また、企業などでは、職務の度合いに応じて責任を示す職階、役職（課長、部長、役員など）が、職務上の指揮命令の権限だけでなく、組織内での様々な待遇（食堂の別、運転手や執務用個室の有無など）の格差に及んでいる。こうした職階の制度は職務に対する責任と報酬の度合いをはかるのに必要なものであるが、日本の組織内の階級制度はしばしば法的根拠を欠く業務外での待遇格差と指揮権限（いわゆる職権濫用）に及んでおり、商法に違反した重大な人権問題行為であるとも指摘されている（いわゆるパワーハラスメント）。例えば、就業規則に上位役職の業務命令を遵守するように規定される一方で、その業務命令の範囲と遵守違反に対する懲戒が明確でないケースがあり、遵守違反者に対する免職は裁判で会社側が勝った判決例が存在する。また、人事や給料の査定は上位役職の権限であり、職位によっては関連会社への発注権限もあるため、従業員や関連会社の従業員もしくはその家族は上位役職者の感情を害さないように業務外でも役職に従わざるを得ない場合もありえる。こうした日本企業の特徴は、企業が株主でなく経営者のための経営と化し外部監査が機能していないことによる現象とも指摘される。実際に、上位役職者とその家族が、役職の権限を私物化して、裁判や社会問題になったこともある。さらに、組織やその直接的利害関係者の外においてみても、個人の所属組織名や役職名や収入が、銀行ローンの上限、ゴルフクラブの会員権やクレジットカードの種類に影響を及ぼしたり、その家族の結婚や就職などにまで影響することは珍しくない。このため、所属組織の権威・実力，役職，収入の肯定が、実質的な社会階級と化していることもある。もっとも、こうした傾向は政治家などの「名士」とされる人々においてもみられるし、必ずしも日本の民間企業に限った現象ではない。

### 日本における階級の歴史

#### 古代から近世まで

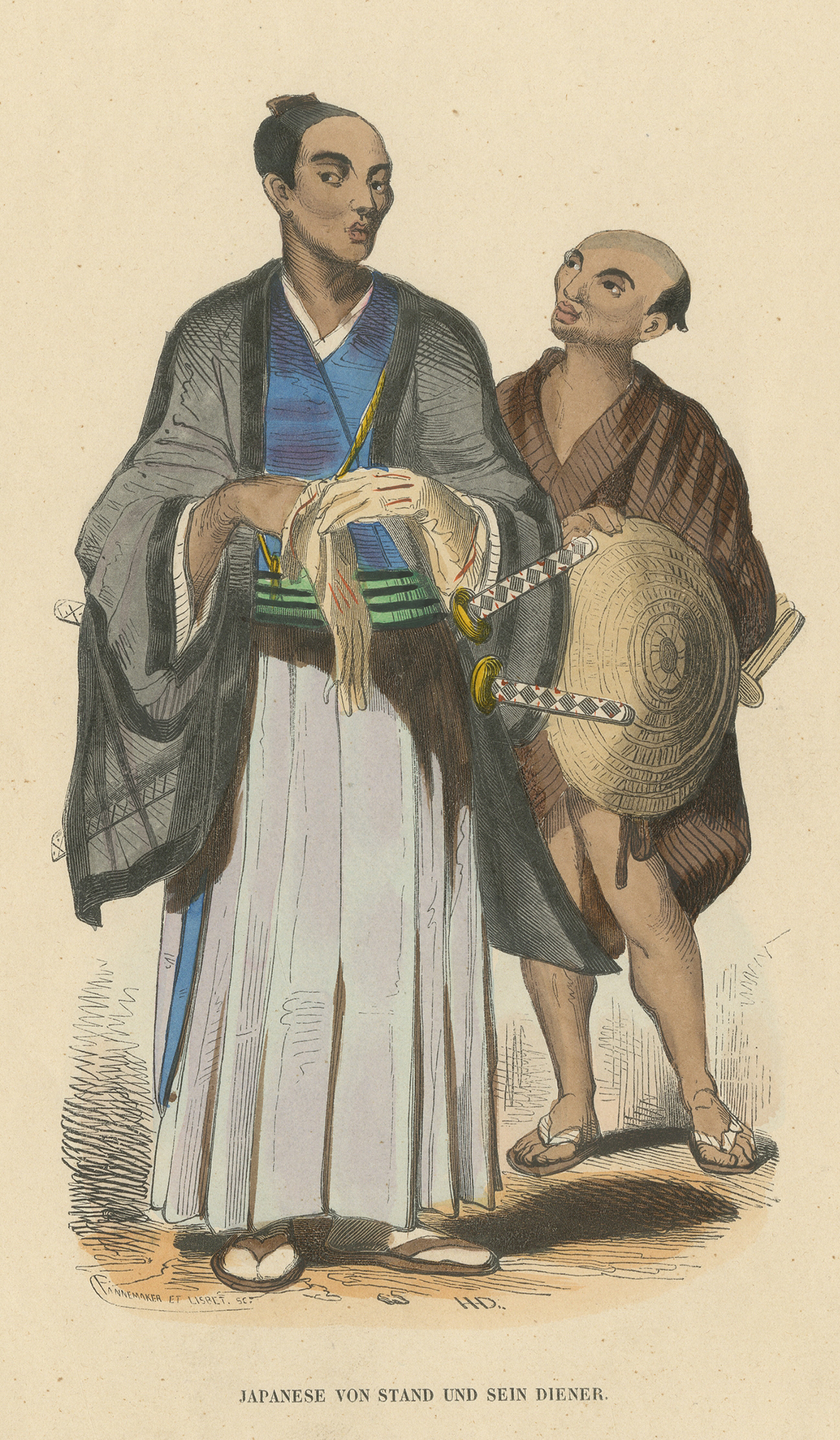
武家と召使い（1845年頃）

8世紀に完成した律令制の下では、朝廷に仕える公民については、個々人は班田制に基づいて国家から平等に田が与えられることとされた一方、朝廷に仕えるものや国家に勲功があったものには一代限りの位階が与えられることとなり、実質上の貴族制度が維持された。
貴族は、厳密には五位以上の官位、即ち位階と官職に叙せられたものをいう。平安時代には貴族の家格の固定化が進み、鎌倉時代に至って朝廷にあって公卿として天皇を輔弼した公家と呼ばれる集団が形成された。一方、班田制の早期の崩壊によって社会の分化が進み、その中から武芸を家職とした武士と呼ばれる人々が力をもつようになった。鎌倉時代以降、武家と言って公家と並ぶ支配階層になる集団である。もっとも、武家の諸家系の間で社会階層は一定していたわけではなく、戦国時代までの間に浮沈が見られた。
江戸時代になると、公家と武家の間の階層は最終的な形が定着する。公家は摂家・清華家・大臣家・羽林家・名家・半家といった家格があり、またその下には地下と呼ばれる下級の公家がおりその中でも催官人・並官人・下官人といった家格があり、同じ血筋における直系と傍系の差や代々授けられた官位に基づいて階層化された。一方、武家は将軍を頂点にその直臣は大名、旗本、御家人に大別され、また大名以下の家臣（陪臣）にも様々な家格が形成された。武家は血筋もさることながら、功績によって認められた領地や勢力、特別な格式など複合的な事由が家格を決定する要素となった。また、武家は家格の上昇、下降が存在した。
また、江戸時代には公家、武家の他に農民、町人が身分として認められ、かつそのそれぞれが生業や資産、社会的な地位などによって区別化されていた。

#### 明治時代以降の身分構造
明治時代（より正確には大日本帝国憲法成立）以降、それまでの封建的身分社会における階級は、天皇の一族である皇族、公家大名などを中心とした華族、武士階級を中心とした士族、農民等を中心とした平民に分けられた。これらの分類の呼び名を族称という。四つの族称に分類された各階級の人々は明治新政府の発した四民平等の方針の下で基本的には天皇の前に平等とされた。
これは近代国家として世界に通用する日本を建設する上で不合理な制度の残る国というイメージを払拭する狙いがあり、また天皇を中心とした富国強兵を押し進める上では階級間の差別等を是正する効果があった一方、封建的要素も色濃く残した。
特に華族については、それまでの支配階級として既得権を奪うことで世情が混乱するおそれが考慮されたり、天皇を中心とした国家建設に向けて皇室の藩屏を担う存在が必要とされたため、それまでの支配階級を特別な身分として遇したものである。華族は、貴族院議員への選出や官僚への登用、学習院への修学などで、様々な特権を享受した。
中間的な階級である士族に関しては、髷の禁止や廃刀令や俸禄の廃止といった既得権を奪う施策が段階的に実施され、最終的にはほとんど平民とかわるところがなくなった。
平民は自由な身分が与えられたことに加えて、学業優秀な者は大学へ進学して学位を得て官僚に登用されたり、軍人になるなどの手段を通じて立身出世する道が開かれた。また、高額納税者であれば貴族院議員への選出も可能であった。
士族や平民で、官僚や軍人となった者は、位階勲等をはじめ、官吏としての地位、称号、特権を享受し、また軍人であれば軍功によって功級を与えられる栄誉も受けた。また、国家に対する功績が絶大と認められれば、新たに華族として受爵する可能性すらもあった。
しかしこの一方で、家柄という江戸時代以来の価値観は厳然と残り、明治以降の社会構造は身分社会を厳格なものから多少緩やかなものとしたに過ぎないという向きもある。さらには江戸時代以前の被差別民は平民に編入されたものの、彼らへの差別は厳然として残されていた。